# フリースロー

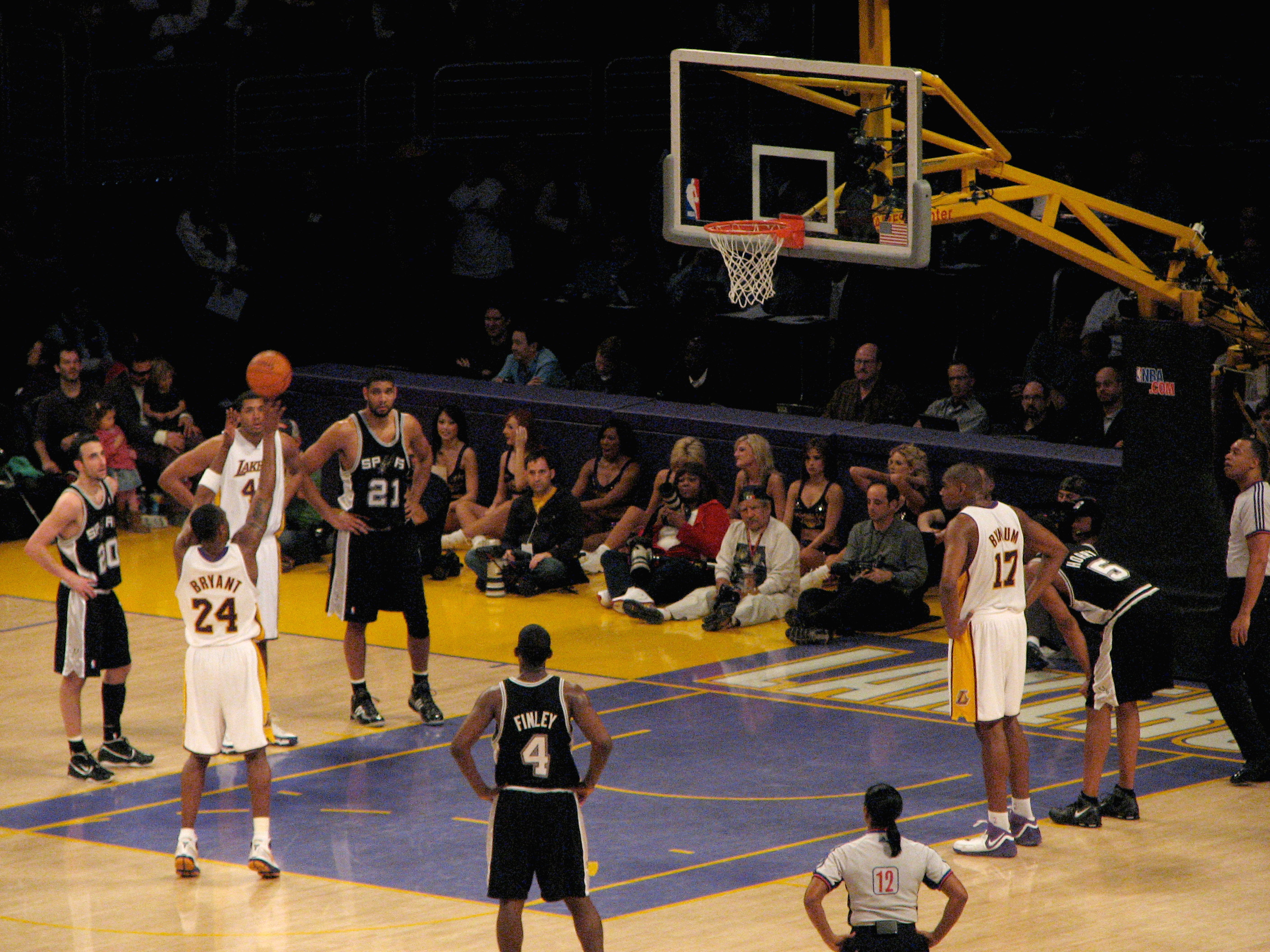
NBAレイカーズ対スパーズ戦でのコービーのフリースロー

バスケットボールにおけるフリースロー（Free Throw：自由投）とは、一方のチームがファウル、あるいは、特定のヴァイオレイションを犯した場合に科されるペナルティ（罰則）の一つで、相手チームに与えられる得点機会のことである。コート上のフリースローレーン内にすべてのプレーヤーが入らず、投じるプレーヤー（以下、スロワー）は、フリースローサークル内のフリースローライン手前から、どのプレーヤにも防御されることなし（フリー）に、ボールをバスケットに向け放つこと（スロー）ができる。フリースローラインはバックボードまで4.6m、ゴールリムの中心まで4.225m。
ペナルティーの種類によって、1投から3投までの間で、連続的にスローされ、フリースロー1投がゴールすれば1得点が与えられる。最終投がスローされた後のプレーの再開方法には、数種類の場合がある。
通常のフリースローの際には、その他の選手は規定の人数、フリースローレーン（ペイントエリア）境界線に沿って並び、それら以外はスリーポイントエリア内でなおかつフリースローサークルより手前にいなければならない。この際制限区域（ペイントエリア）に沿って並べるプレイヤーはスロワーチーム2名、相手チーム3名までである。右図のような配置で実施される。

## フリースローとなる場合と投数及びスロワー
国際バスケットボール連盟 (FIBA)ルールとNBAルールでは異なる場合があるので、詳細は脚注を参照。

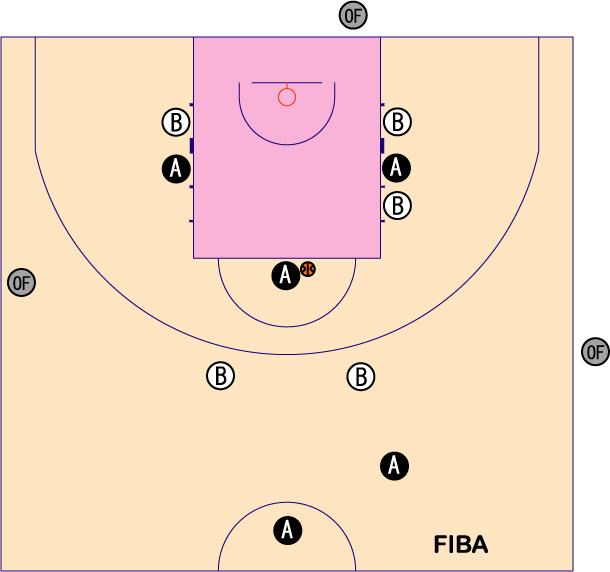
FIBAでのフリースロー時のポジション一例

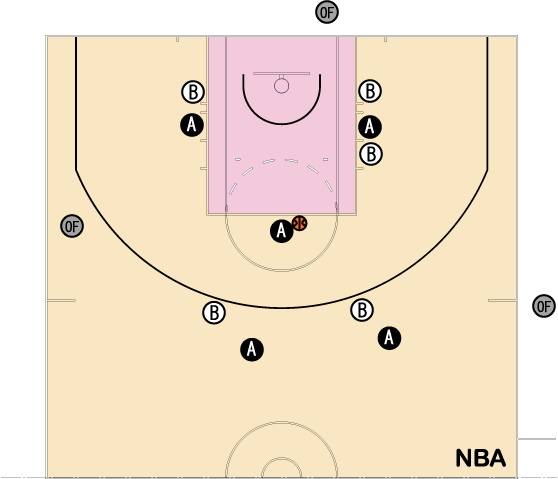
NBAでのフリースロー時のポジション一例

- シューティングファウルがコールされ、ショットが失敗したとき。

ツーポイントショットのときは2投。
スリーポイントショットのときは3投
最終投はゴールあるいはリングに触れた時点でショット扱い
スロワー：ファウルを受けたプレーヤー
- シューティングファウルがコールされ、なおかつショットがゴール（バスケットカウント）したとき

ツーポイント、スリーポイント共に1投
最終投はゴールあるいはリングに触れた時点でショット扱い
スロワー：ファウルを受けたプレーヤー
- フレグラントファウル、あるいは相当するファウル（例えばNBA:クリアパスファウル）がコールされたとき。

シューティングファウルでない場合やツーポイントショットのときは2投。
スリーポイントショットのときは3投、
成功失敗に拘わらず、スロワー側が攻撃権を維持したままで再開する。
スロワー：ファウルを受けたプレーヤー
この場合、フリースロー時、スロワー以外のプレーヤーはすべて3ポイントエリアでフリースローラインの延長上より後方にいなければならない。
- アンスポーツマンライクファウルがコールされたとき。

シューティングファウルでないときは2投。
シューティングファウルの場合で、ショットが成功したときは1投。
シューティングファウルの場合で、ショットが失敗したときは、ツーポイントショットの場合は2投、スリーポイントショットの場合は3投。
成功失敗に拘わらず、スロワー側が攻撃権を維持したままで再開する。
スロワー：ファウルを受けたプレーヤー
この場合、フリースロー時、スロワー以外のプレーヤーはすべて3ポイントエリアでフリースローラインの延長上より後方にいなければならない。
- チームファウルが各ピリオドで規定数が蓄積した以降で、チームがボールをコントロールしていない時にパーソナルファウルがコールされたとき。

2投
最終投はゴールあるいはリングに触れた時点でショット扱い
スロワー：ファウルを受けたプレーヤー
- テクニカルファウルがコールされたとき。

通常1投。
成功失敗に拘わらず、テクニカルファウル発生時の攻撃権を維持したままで再開する。
スロワー：出場中の任意のプレーヤー（通常フリースローの最も得意なプレーヤー）
この場合、フリースロー時、スロワー以外のプレーヤーはすべて3ポイントエリアでフリースローラインの延長上より後方にいなければならない。
- テクニカルファウルに相当するヴァイオレイションがコールされたとき。

通常1投。
成功失敗に関わらず、ヴァイオレイション発生時の攻撃権を維持したままで再開する。
スロワー：出場中の任意のプレーヤー（通常フリースローの最も得意なプレーヤー）
この場合、フリースロー時、スロワー以外のプレーヤーはすべて3ポイントエリアでフリースローラインの延長上より後方にいなければならない。

## フリースロー時に行ってよいこと
- タイムアウト(Time out)
- シューター以外の選手交代

### シューターの選手交代
以下の場合はシューターであっても選手交代をしなければならず、交代したプレーヤーが代わりにフリースローを行う。
- 怪我や出血をした場合
- 5個のファウルを宣せられた場合
- 失格・退場となった場合

## フリースロー後の再開方法
最終投以外のスローの場合
成功すれば、次のスローに移る。
失敗しても、チームリバウンドが記録された後、次のスローに移る。
最終投がショット扱いのルーズボールとなる場合
成功時は通常のフィールドゴールが成立したときと同じように開始。
失敗時は、フィールドゴール失敗時と同じく、ルーズボールに対するリバウンド争いとなる。
スロワー及びスロワー側プレーヤーにヴァイオレイション（例えばエアボール）があった場合は、相手チームのスローインで再開。
スロワーの相手チームにヴァイオレイションがあった場合は、スローのやり直し。
スローインファウルの場合
ファウルが発生した地点に最も近いアウトオブバウンズから、改めてスローインを行う。
テクニカルファウルの場合
ファウルが発生した地点に最も近いアウトオブバウンズから、ファウル前にボールをコントロールしていたチームのスローインで再開。
どちらのチームもボールをコントロールしていなかった場合はジャンプボールシチュエーションになる。
アンスポーツマンライクファウルまたはディスクォリファイングファウルの場合
フロントコート側のスローインラインからのスローインで再開。ただし、第1クォーター開始前のファウルの場合は、ジャンプボールを行う。

## フリースロー時のヴァイオレイション
スロワーのヴァイオレイション
- スローする際にはコートに接地していなければならない。
- スロワーはボールがリングに接触するまで、スロー位置を離れることはできない。
- スロワーが審判がボールを手渡した後、一定の時間内にシュート体勢に入らなければならないならない。
- FIBA：5秒、NBA:10秒
- 最終投はエアーボールにしてはならない。
- （この場合相手チームのスローインからリスタートする。）

シューター以外のヴァイオレイション
- フリースローするまでの間、その他の選手は規定の人数、フリースローレーン（ペイントエリア）境界線に沿って並び、それら以外はスリーポイントエリア内にいなければならない。この際制限区域（ペイントエリア）に沿って並べるプレイヤーはスロワーチーム2名、相手チーム3名までである。
- スロワー以外の選手は、スロワーの手からボールが離れるまで、移動することができない。

## フリースローの成功率
成功率はガードの選手であれば80％以上。フォワード、センターの選手であれば70％以上が合格点といわれるが、実際にはこの基準をクリアすることはNBA選手でも容易ではないようである。また、成功率が非常に低い選手は、戦術的に故意にファウルを受けることがあり、ハックされるといわれる。事の起こりは、所属チームの1攻撃権当たりの得点数を2以下に抑えるために、フリースローを極端に苦手にしていたシャキール・オニール（愛称シャック）を故意にファールして、フリースローをさせたことで、ニックネームに掛けて、これをハック・ア・シャックと呼んだ。NBAのダラス・マーベリックスのヘッドコーチであったドン・ネルソンによって始められたものである。

## フリースローに関わる記録
一試合でのフリースロー連続成功の世界記録は桜井良太が2000年のウインターカップ2回戦・能代工業戦で記録した21本。成功率のNBAにおけるレギュラーシーズンの最高記録は、2008-2009シーズンにホセ・カルデロンが記録した.981（試投数154本、成功数151本）。過去の名選手リック・バリーは、象徴的な"グラニーショット"によるフリースローで、非常に高い精度を発揮し、キャリアを通してフリースローで高い成功率を維持し続け、NBA歴代3位となるキャリア通算成功率90.0%をはじめ、計6回（ABA時代を含めれば9回）の成功率リーグ1位など、フリースローに関する様々な記録を残した。

## NBA歴代フリースロー記録
| Rank | プレーヤー                     | Player              | FtA    | FT % | Total_FTM |
| ---- | ------------------------------ | ------------------- | ------ | ---- | --------- |
| 1    | カール・マローン               | Karl Malone         | 13,188 | .742 | 9,787     |
| 2    | モーゼス・マローン             | Moses Malone        | 11,090 | .769 | 8,531     |
| 3    | オスカー・ロバートソン         | Oscar Robertson     | 9,185  | .838 | 7,694     |
| 4    | コービー・ブライアント         | Kobe Bryant         | 8,842  | .838 | 7,407     |
| 5    | マイケル・ジョーダン           | Michael Jordan      | 8,772  | .835 | 7,327     |
| 6    | ジェリー・ウエスト             | Jerry West          | 8,801  | .814 | 7,160     |
| 7    | ドルフ・シェイズ               | Dolph Schayes       | 8,274  | .843 | 6,979     |
| 8    | エイドリアン・ダントリー       | Adrian Dantley      | 8,351  | .818 | 6,832     |
| 9    | カリーム・アブドゥル＝ジャバー | Kareem Abdul-Jabbar | 9,304  | .721 | 6,712     |
| 10   | アレン・アイバーソン           | Allen Iverson       | 8,168  | .780 | 6,375     |
| 11   | チャールズ・バークレー         | Charles Barkley     | 8,643  | .735 | 6,349     |
| 12   | レジー・ミラー                 | Reggie Miller       | 7,026  | .888 | 6,237     |
| 13   | ボブ・ペティット               | Bob Pettit          | 8,119  | .761 | 6,182     |
| 14   | ポール・ピアース               | Paul Pierce         | 7,556  | .807 | 6,101     |
| 15   | ウィルト・チェンバレン         | Wilt Chamberlain    | 11,862 | .511 | 6,057     |
| 16   | デビッド・ロビンソン           | David Robinson      | 8,201  | .736 | 6,035     |
| 17   | ドミニク・ウィルキンス         | Dominique Wilkins   | 7,438  | .811 | 6,031     |
| 18   | ダーク・ノヴィツキー           | Dirk Nowitzki       | 6,824  | .878 | 5,990     |
| 19   | シャキール・オニール           | Shaquille O'Neal    | 11,252 | .527 | 5,935     |
| 20   | エルジン・ベイラー             | Elgin Baylor        | 7,391  | .780 | 5,763     |
| 21   | アキーム・オラジュワン         | Hakeem Olajuwon     | 7,621  | .712 | 5,423     |
| 22   | レニー・ウィルケンズ           | Lenny Wilkens       | 6,973  | .774 | 5,394     |
| 23   | パトリック・ユーイング         | Patrick Ewing       | 7,289  | .740 | 5,392     |
| 24   | ジョン・ハブリチェック         | John Havlicek       | 6,589  | .815 | 5,369     |
| 25   | エルビン・ヘイズ               | Elvin Hayes         | 7,999  | .670 | 5,356     |
| 26   | ウォルト・ベラミー             | Walt Bellamy        | 8,088  | .632 | 5,113     |
| 27   | ティム・ダンカン               | Tim Duncan          | 7,410  | .688 | 5,098     |
| 28   | チェット・ウォーカー           | Chet Walker         | 6,384  | .796 | 5,079     |
| 29   | トム・チェンバース             | Tom Chambers        | 6,274  | .807 | 5,066     |
| 30   | ポール・アリジン               | Paul Arizin         | 6,189  | .810 | 5,010     |

| Rank | プレーヤー               | Player            | FTM   | FTA   | FT % |
| ---- | ------------------------ | ----------------- | ----- | ----- | ---- |
| 1    | スティーブ・ナッシュ     | Steve Nash        | 2,931 | 3,244 | .904 |
| 1    | マーク・プライス         | Mark Price        | 2,135 | 2,362 | .904 |
| 3    | リック・バリー           | Rick Barry        | 3,818 | 4,243 | .900 |
| 4    | ペジャ・ストヤコビッチ   | Peja Stojakovic   | 2,237 | 2,500 | .895 |
| 5    | レイ・アレン             | Ray Allen         | 4,153 | 4,646 | .894 |
| 5    | チャウンシー・ビラップス | Chauncey Billups  | 4,441 | 4,969 | .894 |
| 7    | カルビン・マーフィー     | Calvin Murphy     | 3,445 | 3,864 | .892 |
| 8    | スコット・スカイルズ     | Scott Skiles      | 1,548 | 1,741 | .889 |
| 9    | レジー・ミラー           | Reggie Miller     | 6,237 | 7,026 | .888 |
| 10   | ラリー・バード           | Larry Bird        | 3,960 | 4,471 | .886 |
| 11   | ビル・シャーマン         | Bill Sharman      | 3,143 | 3,559 | .883 |
| 12   | ケビン・デュラント       | Kevin Durant      | 2,624 | 2,988 | .878 |
| 12   | ダーク・ノヴィツキー     | Dirk Nowitzki     | 5,990 | 6,824 | .878 |
| 14   | ジェフ・ホーナセック     | Jeff Hornacek     | 2,973 | 3,390 | .877 |
| 15   | アール・ボイキンス       | Earl Boykins      | 1,255 | 1,433 | .876 |
| 16   | リッキー・ピアース       | Ricky Pierce      | 3,389 | 3,871 | .875 |
| 17   | テレル・ブランドン       | Terrell Brandon   | 1,784 | 2,043 | .873 |
| 18   | キキ・ヴァンデウェー     | Kiki VanDeWeghe   | 3,484 | 3,997 | .872 |
| 19   | ジェフ・マローン         | Jeff Malone       | 2,947 | 3,383 | .871 |
| 19   | ダレル・アームストロング | Darrell Armstrong | 1,463 | 1,679 | .871 |
| 21   | マイク・ニューリン       | Mike Newlin       | 3,005 | 3,456 | .870 |
| 21   | ハーシー・ホーキンズ     | Hersey Hawkins    | 3,466 | 3,985 | .870 |
| 23   | モーリス・ウィリアムズ   | Mo Williams       | 1,209 | 1,392 | .869 |
| 24   | マイケル・ウィリアムズ   | Micheal Williams  | 1,545 | 1,780 | .868 |
| 25   | ケビン・マーティン       | Kevin Martin      | 2,716 | 3,140 | .865 |
| 25   | クリス・マリン           | Chris Mullin      | 3,616 | 4,178 | .865 |
| 27   | アラン・ヒューストン     | Allan Houston     | 2,572 | 2,979 | .863 |
| 28   | ジョン・ロング           | John Long         | 1,814 | 2,104 | .862 |
| 29   | サム・キャセール         | Sam Cassell       | 3,567 | 4,144 | .861 |
| 30   | ウォーリー・ザービアック | Wally Szczerbiak  | 1,633 | 1,899 | .860 |